# Kolekce (seriál)
Kolekce (v anglickém originále The Collection) je francouzsko-britsko-americký dramatický seriál z prostředí módního průmyslu. Seriál, produkovaný společnostmi Amazon Studios, BBC Worldwide's Lookout Point, Federation Entertainment a France Télévisions, měl premiéru 2. září 2016.
Osmidílný seriál se natáčel ve Walesu, Francii a ve studiu Pinewood Studios v první polovině roku 2016.
Tvůrce seriálu, Oliver Goldstick, byl vedoucím producentem seriálu Ošklivka Betty (Ugly Betty).
V Česku měl seriál premiéru 1. července 2018 na stanici Epic Drama.

## Obsazení

### Hlavní role
- Alexandre Brasseur jako Victor
- Poppy Corby-Tuech jako Dominique
- Richard Coyle jako Paul Sabine[1]
- Max Deacon jako Billy Novak
- Mamie Gummer jako Helen Sabine[1]
- Irène Jacob jako Marianne
- Bethan Mary James jako Juliette
- Alix Poisson jako Charlotte
- Tom Riley jako Claude Sabine[1]
- Jenna Thiam jako Nina[1]
- Frances de la Tour jako Yvette Sabine[1]

### Vedlejší role
- James Cosmo jako Jules Trouvier
- Patrick Kennedy jako Gambon
- Stanley Townsend jako Stanley Rossi
- Sarah Parish jako Marjorie Stutter
- Holly Weston jako Flor
- Rossi Jones jako Patricia
- Melanie Walters jako Genevieve
- Lynn Hunter jako Eloise
- Mark Stanley jako Marc
- Sophie Duval jako Clothilde
- Flip Webster jako Bernadette
- Matti Houghton jako Elodie
- Joseph Long jako Pierre Cassatt
- Fiona Hampton jako Giselle
- Michael Kitchen jako Frederic Lemaire
- Michelle Gomez jako Eliette Malet
- Rosie Boore jako Josette
- Emily Bruni jako Simone
- Georgie Glen jako Matka představená
- Sophie Harkness jako sestra Marguerite
- Allan Corduner jako inspektor Bompard
- Yolanda Kettle jako Cecile Trouvier
- Dermot Crowley jako Edgar Stoddard
- Audrey Bastien jako Colette
- Nathan Stewart-Jarrett jako Lewis
- Clotilde Courau jako Regine

## Vysílání
V Austrálii měl seriál premiéru 14. března 2017 na stanici BBC First. V Jižní Koreji se seriál začal vysílat 30. června 2017 na stanici KBS 1TV. V Rusku měl seriál premiéru 17. června 2017 na stanici První kanál. V USA měl premiéru 8. října 2017.

## Seznam dílů
| Č. v seriálu | Č. v řadě | Původní název                      | Český název    | Režie          | Scénář                               | Původní premiéra | Premiéra v ČR     |
| ------------ | --------- | ---------------------------------- | -------------- | -------------- | ------------------------------------ | ---------------- | ----------------- |
| 1            | 1         | Le Deal The Deal                   | Ideál          | Dearbhla Walsh | Oliver Goldstick                     | 2. září 2016     | 1. července 2018  |
| 2            | 2         | Le passé ne s’oublie pas The Dress | Šaty           | Dearbhla Walsh | Oliver Goldstick                     | 9. září 2016     | 8. července 2018  |
| 3            | 3         | Parfum de mort The Scent           | Vůně           | Dearbhla Walsh | Maya Goldsmith                       | 16. září 2016    | 15. července 2018 |
| 4            | 4         | Le Défilé The Launch               | Uvedení na trh | Dearbhla Walsh | Oliver Goldstick a Francesca Rollins | 23. září 2016    | 22. července 2018 |
| 5            | 5         | Le Jour d’après The Afterglow      | Odlesk slávy   | Dan Zeff       | Oliver Goldstick                     | 30. září 2016    | 29. července 2018 |
| 6            | 6         | Partie de campagne The Weekend     | Víkend         | Dan Zeff       | Oliver Goldstick a Francesca Rollins | 7. října 2016    | 5. srpna 2018     |
| 7            | 7         | Trahison The Betrayal              | Zrada          | Dan Zeff       | Oliver Goldstick a Francesca Rollins | 14. října 2016   | 12. srpna 2018    |
| 8            | 8         | La Proposition The Offer           | Nabídka        | Dan Zeff       | Maya Goldsmith                       | 21. října 2016   | 19. srpna 2018    |